# Frank Fenner
Frank John Fenner, CA, CMG, MBE, FRS (Ballarat, 21 de dezembro de 1914 — Camberra, 22 de novembro de 2010) foi um virologista australiano.